# Cooraclare

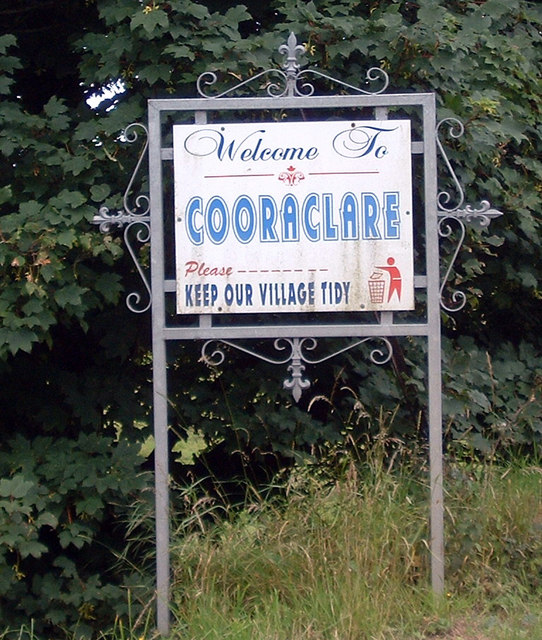

Cooraclare (Iers: Cuar an Chláir, uitsparing in de vlakte), is een dorp nabij Kilrush, in het graafschap Clare in Ierland. Voorheen was het onderdeel van de parochie Kilmacduane, maar sinds een aantal jaren vormt het de parochie Cooraclare-Cree met het nabijgelegen dorp Cree. Het dorp is vernoemd naar de rivier waaraan het is gelegen.

## Voorzieningen
Cooraclare heeft een lagere school met 106 leerlingen. Verder telt het dorp drie pubs, een katholieke kerk, een postkantoor, twee winkels, een bloemenwinkel en verschillende overnachtingsmogelijkheden.

## GAA
Het sportcomplex voor Cooraclare GAA is gelegen iets buiten het dorp, in het townland Carhue.
Cooraclare won het Clare Senior Football Championship in 1915, 1917, 1918, 1925, 1944, 1956, 1964, 1965, 1986 en 1997.

## Cultuur
In augustus is Cooraclare het thuis van het Rose Of Clare Festival.
In maart 2010 heeft Ryan Tubridy, radio- en tv-presentator, vanuit Tubridys Bar & Restaurant een uitzending verzorgd van zijn radioprogramma. Naar eigen zeggen van Ryan Tubridy kwam zijn overgrootvader hiervandaan.

## Bekende personen
- Brendan Daly - voormalig minister
- Tom Morrisey - GAA-speler (gaelic football)

Ardnacrusha · Aughinish · Ballynacally · Ballyvaughan · Barefield · Bodyke · Bridgetown · Broadford · Bunratty · Carrigaholt · Carran · Clarecastle · Clonlara · Cloonanaha · Connolly · Cooraclare · Coore - Corofin · Cratloe · Cree (Creegh) · Cross · Crusheen · Doolin · Doonaha · Doonbeg · Ennis · Ennistymon · Fanore · Feakle · Hurlers Cross · Inagh · Kilbaha · Kildysart · Kilfenora · Kilkee · Kilkishen · Killaloe · Killimer · Kilmihil · Kilnamona · Kilrush · Kilshanny · Knock · Labasheeda · Lahinch · Liscannor · Lisdoonvarna · Lissycasey · Loop Head · Meelick · Milltown Malbay · Mountshannon · Mullagh · Newmarket-on-Fergus · Noughaval · O'Briensbridge · O'Callaghans Mills · Parteen · Quilty · Quin · Ruan · Scariff · Shannon · Sixmilebridge · Spancillhill · Spanish Point · Tuamgraney · Tulla · Whitegate

Regio's

Burren · Loop Head